# Gamasellus lanceotatus
Gamasellus lanceotatus är en spindeldjursart som beskrevs av Liang och Ishikawa 1989. Gamasellus lanceotatus ingår i släktet Gamasellus och familjen Ologamasidae. Inga underarter finns listade i Catalogue of Life.